# 世纪大道 (宁波)
世纪大道是中国浙江省宁波市一条城市主干道。道路起自 甬台温高速、 杭甬高速宁波东互通，终点为 杭绍甬高速澥浦互通，原称东外环路:987，因建于世纪之交而改名为世纪大道，其中常洪隧道以北至聚兴路为东昌路，聚兴路至沙河互通分别为望海南路（东昌路至镇骆西路）和望海北路（镇骆西路至澥浦互通），绕城高速至澥浦互通段编号为X609，为宁波快速路网一部分。

## 历史

### 普通道路段
- 1998年12月，宁波东互通至百丈东路段通车[4]:168。
- 2001年1月，百丈东路至通途路段通车[5]:206。
- 2002年5月8日，宁波东互通至常洪隧道段全线通车[6]。
- 2009年6月26日，世纪大道北延（聚兴路至沙河互通）开工[7]，2011年7月8日通车[8]。
- 2022年4月27日，杭甬高速复线澥浦互通连接线一期阳港路至炼蟹线段通车[9]。
- 2023年1月12日，杭甬高速复线澥浦互通连接线炼蟹线至海天路段通车[10]。

### 快速路段
- 2016年3月30日，世纪大道快速路一期（东苑立交至百丈东路）开工[11]，2017年9月29日通车[12]。
- 2019年9月19日，世纪大道快速路（东明路至永乐路）开工[13]，2021年7月1日通车[14]。
- 2022年2月18日，世纪大道快速路（永乐路-沙河互通）开工[15]，2023年9月26日通车[16]，快速路其他路段尚处于规划阶段。

## 地面相交道路
- 世纪大道；
  - 环城南路（立交）
  - 西：兴宁路、东：兴宁东路
  - 百丈东路
  - 中山东路
  - 宁穿路
  - 西：惊驾路、东：宁东路
  - 西：民安路、东：民安东路
  - 通途路
  - 江南路
  - 常洪隧道，下穿甬江
- 东昌路：
  - 西：环城北路、东：风华路
  - 西：中官新路、东：中官西路
  - 兆龙路
- 望海南路：
  - 东昌路
  - 庄市大道
  - 逸夫路
  - 北环东路（ 329国道）
  - 西：永茂西路、东：永茂东路
  - 西：永平西路、东：永平东路
  - 镇海大道
  - 南二西路
- 望海北路：
  - 镇骆西路（ 307省道）
  -  宁波绕城高速、 甬舟高速沙河互通
  -  杭绍甬高速澥浦互通

## 快速路出入口和立交列表
| 里程                                                                                         | 类型       | 名称           | 连接                  | 说明 |
| -------------------------------------------------------------------------------------------- | ---------- | -------------- | --------------------- | ---- |
|                                                                                              | 枢纽       | 环城南路立交   | 环城南路              |      |
|                                                                                              | 出入口     | 百丈东路（南） | 百丈东路              |      |
|                                                                                              | 出入口     | 兴宁路（北）   | 兴宁路 兴宁东路       |      |
|                                                                                              | 出入口     | 惊驾路（南）   | 惊驾路 宁东路         |      |
|                                                                                              | 出入口     | 宁穿路（北）   | 宁穿路                |      |
|                                                                                              | 枢纽       | 通途路立交     | 通途路                |      |
|                                                                                              | 出入口     | 江南路         | 江南路                |      |
|                                                                                              | 河流       | 常洪大桥       | 常洪大桥              |      |
|                                                                                              | 出入口     | 中官西路（南） | 中官新路 中官西路     |      |
|                                                                                              | 出入口     | 云飞东路（南） | 云飞东路              |      |
|                                                                                              | 出入口     | 东旭路（北）   | 东旭路 清泉路         |      |
|                                                                                              | 枢纽       | 北环东路立交   | 北环东路（ 329国道）  |      |
|                                                                                              | 出入口     | 永平西路（南） | 永平西路              |      |
|                                                                                              | 出入口     | 镇海大道       | 镇海大道              |      |
|                                                                                              | 出入口     | 镇骆西路（南） | 镇骆西路（ 320省道）  |      |
|                                                                                              | 主线出入口 | 沙河互通       | 宁波绕城高速 甬舟高速 |      |
| 1.000 英里 = 1.609 千米；1.000 千米 = 0.621 英里 并行路段 • 已关闭／取消 • 限制进入 • 未开放 |            |                |                       |      |